# Бела-Дулиці
Бела-Дулиці (словац. Belá-Dulice) — село, громада округу Мартін, Жилінський край, регіон Турець. Кадастрова площа громади — 51,17 км².
Населення 1232 осіб (станом на 31 грудня 2024 року).

## Географія
Протікають Нецпальський потік і Водки.

## Історія
Бела-Дулиці згадується 1282 року.

## Населення
| Рік:            | 1994. | 2004.   | 2014.   | 2024.   |
| --------------- | ----- | ------- | ------- | ------- |
| Кількість осіб: | 1223  | 1228    | 1264    | 1232    |
| Різниця:        |       | +0,40 % | +2,93 % | -2,53 % |

| Рік:            | 2023. | 2024.   |
| --------------- | ----- | ------- |
| Кількість осіб: | 1245  | 1232    |
| Різниця:        |       | -1,04 % |